# Hydrillodes aviculalis
Hydrillodes aviculalis är en fjärilsart som beskrevs av Achille Guenée 1862. Hydrillodes aviculalis ingår i släktet Hydrillodes och familjen nattflyn. Inga underarter finns listade i Catalogue of Life.